# Tropique du Capricorne (roman)
Cet article concerne le roman. Pour le parallèle, voir Tropique du Capricorne.
Tropique du Capricorne (titre original : Tropic of Capricorn) est un roman semi-autobiographique d'Henry Miller, publié à Paris en 1939. C'est la suite de Tropique du Cancer.
Ce roman fut longtemps interdit de commerce et de diffusion aux États-Unis, en Grande-Bretagne et en Turquie.

## Résumé
Dans les années 1920, New York, où le narrateur, Henry V. Miller travaille pour la division Cosmodémoniaque d'une compagnie télégraphique qui correspond à la période où Miller travaillait pour Western Union, décrit un réveil spirituel à l'époque de sa relation avec June Miller, devenue Mona dans le récit.

## Thématique
Le roman couvre l'incapacité croissante de Miller et son refus catégorique de s'adapter à ce qu'il considère comme l'environnement hostile de l'Amérique. Il est en partie autobiographique mais ne se déroule pas de façon chronologique, sautant entre les aventures adolescentes de Miller à Brooklyn dans les années 1900, les souvenirs de son premier amour Una Gifford, une histoire d'amour avec sa professeure de piano de presque 30 ans quand il avait 15 ans, son mariage malheureux avec sa première épouse Beatrice, ses années de travail à la Western Union (appelée The Cosmodemonic Telegraph Company dans le livre) à Manhattan dans les années 1920, et sa rencontre décisive avec sa deuxième épouse June (connue dans le livre sous le nom de Mara), à qui il attribue le changement de sa vie et fit de lui un écrivain. 